# Brouilla
Brouilla település Franciaországban, Pyrénées-Orientales megyében. Lakosainak száma 1586 fő (2022. január 1.). Brouilla Bages, Ortaffa, Saint-Génis-des-Fontaines, Villelongue-dels-Monts, Banyuls-dels-Aspres, Saint-Jean-Lasseille és Villemolaque községekkel határos.

## Földrajz

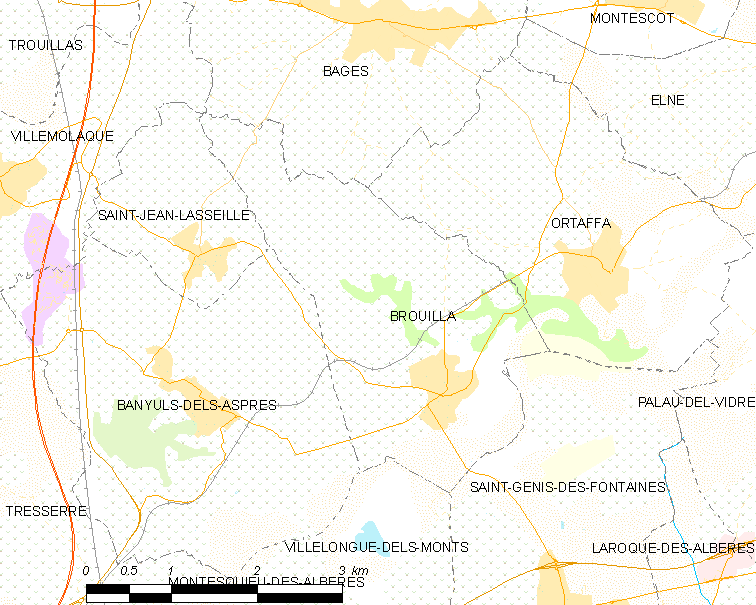
Brouilla és környéke

## Népesség
A település népességének változása:
| Lakosok száma | 1205 | 1304 | 1373 | 1437 | 1485 | 1532 | 1580 | 1581 | 1586 |
|               | 2013 | 2015 | 2016 | 2017 | 2018 | 2019 | 2020 | 2021 | 2022 |